# Roskilde (amt)
Pour la ville, voir Roskilde.
Roskilde amt était un des amter du Danemark (département).

## Géographie
Roskilde amt se trouvait à l'est du Danemark, au centre de l'île de Seeland.
Roskilde amt s'étendait sur 891 km² au centre de l'île de Seeland, et comptait 241 523 habitants (1er janvier 2006).

## Organisation
La préfecture de Roskilde amt était Roskilde. L'élu responsable (Amtsborgmester) était Kristian Ebbensgaard (2004).

## Liste des municipalités
Roskilde amt est divisé en plusieurs municipalités :
1. Bramsnæs
2. Greve
3. Gundsø
4. Hvalsø
5. Køge
6. Lejre
7. Ramsø
8. Roskilde (préfecture)
9. Skovbo
10. Solrød
11. Vallø